# Amanda Aday
Amanda Lee Aday (Nueva York, 21 de enero de 1981) es una actriz estadounidense. Nacida en la ciudad de Nueva York, Aday es reconocida por interpretar el rol recurrente de Dora Mae Dreifuss en la primera temporada de la serie de HBO Carnivàle.
Aday es hija del popular músico y actor Meat Loaf y su primera esposa Leslie Aday, y hermana adoptiva de la cantante Pearl Aday. Cursó estudios en el Stagedoor Manor, un campamento de teatro en las Montañas de Catskill en el estado de Nueva York entre 1990 y 1996, y se graduó en la Escuela de Artes de Idyllwild en California. Profundizó su formación en teatro estudiando en el Instituto de Artes de California. Sus créditos en cine incluyen Crazy in Alabama, The Mummy An The Armadillo, South Dakota y The Trials of Cate McCall. Adicional a su trabajo en Carnivàle, ha actuado en otras series de televisión como Boston Public, ER, Private Practice y My Name Is Earl.

## Filmografía
| Año  | Título                                  | Papel             | Notas                           |
| ---- | --------------------------------------- | ----------------- | ------------------------------- |
| 1995 | To Catch A Yeti                         |                   |                                 |
| 1999 | Crazy in Alabama                        |                   |                                 |
| 2000 | Meat Loaf: To Hell and Back             | Cajera            |                                 |
| 2002 | Boston Public                           | Carrie Jenkins    |                                 |
| 2003 | Carnivàle                               | Dora Mae Dreifuss | 6 episodios                     |
| 2004 | The Mummy An' The Armadillo             | Bevers            |                                 |
| 2006 | National Lampoon's Pledge This!         | Maxine Picker     |                                 |
| 2008 | South Dakota: A Woman's Right To Choose | Jane              |                                 |
| 2008 | ER                                      |                   | Episodio: "Let It Snow"         |
| 2008 | My Name Is Earl                         | Tammy             | Episodio: "Orphan Earl"         |
| 2009 | Restoration Dogs                        | Lady Long Tongue  |                                 |
| 2011 | Private Practice                        | Patty             | Episodio: "God Bless The Child" |
| 2011 | Rizzoli & Isles                         | Female Dockworker | Episodio: "Gone Daddy Gone"     |
| 2013 | The Trials of Cate McCall               | Dorrie Booth      |                                 |
| 2014 | Shangri-La Suite                        | Gladys Presley    |                                 |
| 2014 | Madtown                                 | Madison           |                                 |
| 2017 | South Dakota                            | Jane              |                                 |